# District de garde d'Ōminato
Le district de garde d'Ōminato (大湊警備府, Ōminato Keibifu) est la principale base aéronavale de la marine impériale japonaise dans le nord de Honshū avant et durant la Seconde Guerre mondiale. Situé au bord de la baie de Mutsu dans la préfecture d'Aomori, le district était responsable du contrôle du stratégique détroit de Tsugaru entre Honshū et Hokkaidō et des patrouilles le long de Hokkaidō, de Karafuto et des îles Kouriles.

## Histoire
Lors de la réorganisation structurelle de la marine impériale japonaise en 1886, l'empire japonais est divisé en cinq districts opérationnels. La zone de Hokkaidō-Ōshu est le cinquième avec pour quartier-général Muroran. Le site est cependant considéré comme de faible priorité pour les fonds et n'existe dans les faits que sur le papier sous le commandement du district naval de Yokosuka.
Le 12 juin 1895, le quartier-général du district no 5 est transféré de Muroran au port d'Ōminato, plus abrité, bien que les infrastructures et les installations restent minimes.
Après la guerre russo-japonaise de 1904-05, lorsque l'importance stratégique du contrôle du détroit de Tsugaru est reconnue, et avec l'acquisition par le Japon de la préfecture de Karafuto, d'importants investissements sont réalisés pour sécuriser les frontières nord du Japon. Ōminato est l'un des onze ports de troisième rang, ou yokobu (要港部), du pays. En décembre 1905, le district devient indépendant de celui de Yokosuka. Bien que les bases de Muroran, Asahikawa et Wakkanai sont transférées à Ōminato, le port n'obtient pas le statut de quartier-général de district naval (鎮守府) et reste un yokobu. Une station de télécommunication est établie en 1913.
Le 9 octobre 1913, la chaudière no 3 du destroyer Inazuma explose dans le port d'Ōminato. L'incident met en lumière la nécessité de meilleures installations à Ōminato, et un site de réparations navales et un hôpital de la marine sont établis en 1923.
Le 19 juillet 1931, les installations de réparations navales d'Ōminato sont presque totalement détruites par un incendie, mais sont reconstruites un an plus tard. La station aéronavale d'Ōminato est ouverte en novembre 1933. En septembre 1936, après l'incident de la 4e Flotte (durant lequel la flotte est prise dans un typhon qui coule plusieurs navires et en endommage d'autres), Ōminato reçoit les destroyers Hatsuyuki et Yūgiri pour des réparations d'urgence.
Le 20 novembre 1941, Ōminato est finalement élevé au statut de district de garde. Le concept de districts de garde (警備府, Keibifu) est similaire à celui des Sea Frontier (en) de la marine américaine. Le nouveau district maintient une petite garnison de navires des forces de débarquement de la marine impériale japonaise (en), qui reçoit directement ses ordres du commandant du district, et accueille des détachements des nombreuses flottes assignées temporairement au district.
Après le début de la guerre du Pacifique, Ōminato devient le port d'attache de la 5e Flotte. L'attaque de diversion de Dutch Harbor dans les îles Aléoutiennes durant la bataille de Midway et lancée à partir d'Ōminato.
Ōminato est bombardé plusieurs fois durant les derniers jours de la guerre : les 14, 15 et 28 juillet, suivie d'une grande attaque du 8 au 10 août 1945 qui détruit plusieurs navires. Les forces américaines débarquent du USS Panamint (en) pour accepter la reddition de la base le 9 septembre 1945.
Le site est utilisé par la marine américaine durant l'occupation du Japon et est actuellement utilisé par la force maritime d'autodéfense japonaise.

## Ordre de bataille au moment de l'attaque de Pearl Harbor
- District de garde d'Ōminato
  - Kaibokan Ishigaki (en)
  - Navire d'escorte Kunashiri (en)
- Groupe aérien d'Ōminato
  - 8 Mitsubishi A5M Claude
  - 8 Mitsubishi B5M Mabel
  - 8 Kawanishi E7K Alf
  - Division 1 de destroyers
    - Kamikaze
    - Numakaze (en)
    - Nokaze (en)
    - Namikaze (en)

  - Division 27 de dragueurs de mines
    - Dragueur de mines auxiliaire No. 1 Tamazono Maru
    - Dragueur de mines auxiliaire No. 2 Tamazono Maru
    - Dragueur de mines auxiliaire Sonobe Maru
    - Dragueur de mines auxiliaire Yoshino Maru
    - Dragueur de mines auxiliaire Chōyō Maru
    - Dragueur de mines auxiliaire No. 2 Chōyō Maru
- Escadre de défense locale d'Ōminato
  - Destroyer Okikaze (en)
  - Navire d'escorte Hachijō (en)
  - Canonnière auxiliaire Chitose Maru
  - Canonnière mouilleuse de mines auxiliaire No.2 Shinkō Maru
  - Sous-marin chasseur auxiliaire Zuikō Maru
  - Brise-glaces Ōtomari (en)

## Liste des commandants

### Officiers commandant
- Vice-Amiral Baron Heiji Mochihara (12 décembre 1905 – 12 mars 1907)
- Contre-Amiral Hokizo Okubo (12 mars 1907 – 15 mai 1908)
- Vice-Amiral Kunikane Taketomi (15 mai 1908 – 28 août 1908)
- Vice-Amiral Chikakata Tamari (28 août 1908 – 1er décembre 1909)
- Vice-Amiral Tokuya Kamiizumi (1er décembre 1909 – 1er septembre 1911)
- Vice-Amiral Hideshiro Fujimoto (1er septembre 1911 – 9 juillet 1912)
- Vice-Amiral Tamotsu Tsuchiya (9 juillet 1912 – 24 mai 1913)
- Amiral Sojiro Tochinai (24 mai 1913 – 1er décembre 1913)
- Contre-Amiral Tsunekichi Uemura (1er décembre 1913 – 17 décembre 1914)
- Contre-Amiral Ichitaro Nakajima (17 décembre 1914 – 1er avril 1916)
- Vice-Amiral Baron Mitsukane Tsuchiya (1er avril 1916 – 1er décembre 1917)
- Vice-Amiral Toshitake Iwamura (1er décembre 1917 – 1er décembre 1919)
- Vice-Amiral Keizaburo Moriyama (1er décembre 1919 – 1er octobre 1920)
- Vice-Amiral Mitsuzo Nunome (1er octobre 1920 – 1er décembre 1921)
- Vice-Amiral Kōzō Satō (1er décembre 1921 – 1er décembre 1922)
- Vice-Amiral Koshiro Otani (1er décembre 1922 – 1er juin 1923)
- Contre-Amiral Shokichi Oishi (1er juin 1923 – 5 février 1924)
- Vice-Amiral Kosuke Shikama (5 février 1924 – 1er décembre 1925)
- Vice-Amiral Takashi Kanesaka (1er décembre 1925 – 1er décembre 1927)
- Vice-Amiral Yukichi Shima (1er décembre 1927 – 30 novembre 1929)
- Vice-Amiral Saburo Yasumi (30 novembre 1929 – 1er mars 1931)
- Vice-Amiral Kiyohiro Ijichi (1er mars 1931 – 1er décembre 1931)
- Vice-Amiral Togo Kawano (1er décembre 1931 – 15 novembre 1932)
- Vice-Amiral Hiroshi Ono (15 novembre 1932 – 15 novembre 1933)
- Vice-Amiral Choji Inoue (15 novembre 1933 – 15 novembre 1934)
- Contre-Amiral Chonan Yamaguchi (15 novembre 1934 – 7 octobre 1935)
- Contre-Amiral Katsuji Masaki (7 octobre 1935 – 16 mars 1936)
- Vice-Amiral Teijiro Sugisaka (16 mars 1936 – 1er décembre 1936)
- Contre-Amiral Haruma Izawa (1er décembre 1936 – 1er décembre 1937)
- Vice-Amiral Shosuke Shimomura (1er décembre 1937 – 15 novembre 1938)
- Vice-Amiral Shuichi Hoshino (15 novembre 1938 – 15 novembre 1940)
- Vice-Amiral Masakichi Okuma (15 novembre 1940 – 15 septembre 1942)
- Vice-Amiral Shiro Kawase (15 septembre 1942 – 1er avril 1943)
- Vice-Amiral Yasuo Inoue (1er avril 1943 – 15 février 1945)
- Vice-Amiral Eiji Goto (15 février 1945 – 15 mars 1945)
- Vice-Amiral Kanji Ugaki (15 mars 1945 – 30 novembre 1945)

### Chef d'État-major
- Contre-Amiral Kiyozo Oda (12 décembre 1905 – 22 novembre 1906)
- Vice-Amiral Junkichi Yajima (22 novembre 1906 – 20 février 1908)
- Vice-Amiral Tadamichi Kamaya (20 février 1908 – 7 avril 1908)
- Contre-Amiral Shigetada Hideshima (7 avril 1908 – 4 mars 1909)
- Contre-Amiral Tsunematsu Kondo (4 mars 1909 – 1er décembre 1910)
- Vice-Amiral Yasujiro Nagata (1er décembre 1910 – 22 décembre 1911)
- Contre-Amiral Teiichiro Shitsuda (1er avril 1913 – 27 mai 1914)
- Contre-Amiral Yushichi Kanno (27 mai 1914 – 17 juillet 1915)
- Vice-Amiral Kenzo Kobayashi (17 juillet 1915 – 6 novembre 1916)
- Contre-Amiral Meiji Tojo (6 novembre 1916 – 18 octobre 1918)
- Contre-Amiral Kanichi Taketomi (18 octobre 1918 – 2 décembre 1919)
- Contre-Amiral Teiji Sakamoto (15 mars 1922 – 6 novembre 1923)
- Contre-Amiral Kichisuke Komori (6 novembre 123 – 20 août 1926)
- Contre-Amiral Katsuji Masaki (10 décembre 1928 – 1er décembre 1931)
- Contre-Amiral Tokujiro Yokoyama (1er décembre 1931 – 15 novembre 1933)
- Contre-Amiral Takeo Sakura (15 novembre 1933 – 15 novembre 1935)
- Vice-Amiral Jiro Matsunaga (15 novembre 1935 – 1er avril 1937)
- Contre-Amiral Namizo Sato (1er avril 1937 – 15 décembre 1938)
- Contre-Amiral Tokuji Mori (15 décembre 1938 – 28 novembre 1940)
- Contre-Amiral Keishi Ishii (28 novembre 1940 – 10 février 1942)
- Vice-Amiral Takeo Kaizuka (10 février 1940 – 1er juillet 1943)
- Contre-Amiral Zensuke Kanome (1er juillet 1943 – 30 novembre 1945)